# Telstra Endeavour
Telstra Endeavour – światłowodowy kabel podmorski łączący Australię i Hawaje należący do Telstry, australijskiego operatora telekomunikacyjnego. Jest on używany do przesyłania danych (np. związanych z  korzystaniem z Internetu) oraz zestawiania połączeń głosowych pomiędzy Australią a USA. Całkowita długość kabla to 9120 km, umożliwia on przesyłanie danych z maksymalna przepływnością 1.28 terabita/s.
Nazwa kabla została wybrana w ogólnonarodowym konkursie i nawiązuje do HMS Bark Endeavour, statku flagowego biorącego udział w ekspedycji Jamesa Cooka, podczas której odkryto  wschodnie wybrzeża Australii.

## Znaczenie inwestycji
Około 65% danych związanych z ruchem internetowym i połączeniami głosowymi wychodzącymi poza Australię jest kierowane do USA. Telstra Endeavour (który jest największym tego typu kablem w Australii, stosując jako kryterium oferowaną przepływność danych) łączy Australię z Hawajami, skąd poprowadzonych jest wiele kabli o dużej przepustowości w stronę Ameryki Północnej. Z kabla będą korzystać zarówno klienci Telstry, jak i klienci innych operatorów telekomunikacyjnych i dostawców internetowych, którzy podpiszą odpowiednią umowę z firmą Telstra Wholesale.

## Proces produkcji i instalacji kabla
Inwestycja została zrealizowana w ciągu osiemnastu miesięcy przez konsorcjum Alcatel-Lucent. Kabel został wykonany w zakładach znajdujących się w Calais we Francji i położony w czterech częściach, w niektórych miejscach na głębokości 6 km.
Do położenia kabla na dnie morza użyto statku Ile de Sein, jednostki  zaprojektowanej  i zbudowanej specjalnie dla tego typu operacji. Może ona zabrać na pokład 4 000 km kabla o masie 5 000 ton.